# Kosmos 2531
Kosmos 2531, ruski komunikacijski satelit iz programa Kosmos. Vrste je Strijela-3M (Rodnik S br. 27 L).
Lansiran je 30. studenoga 2018. godine s kozmodroma Pljesecka u Rusiji, s mjesta 133/3. Lansiran je u nisku orbitu oko planeta Zemlje raketom nosačem Rokot/Briz-KM. Orbita mu je 1484 km u perigeju i 1508 km u apogeju. Orbitna inklinacija mu je 82,51°. Spacetrackov kataloški broj je 43752. COSPARova oznaka je 2018-097-B. Zemlju obilazi u 115,89 minuta. Mase je 225 kg.
Ovo je vladin-vojni komunikacijski satelit sustava "pohrani-proslijedi". Napaja se iz solarnih ćelija i baterija.
Nekoliko satelita Rodnika-S poslano je u istoj misiji. Razgonski blok Briz-KM se odvojio tijekom misije i ostao je u orbiti, kao i poklopac GVM Blica.

## Vanjske poveznice
- N2YO.com Search Satellite Database
- Celes Trak SATCAT Format Documentation (engl.)
- Kunstman  Arhivirana inačica izvorne stranice od 12. kolovoza 2019. (Wayback Machine) Satellites in Orbit (engl.)